# Liste des ports du Léman
Cet article présente une liste des ports du Léman. Elle est établie à partir des informations fournies par la Société Internationale de Sauvetage du Léman,. 

## Canton de Genève
- Port d'Hermance 46° 18′ 04,88″ N, 6° 14′ 29,29″ E
- Port des Mouches - Hermance 46° 17′ 56,37″ N, 6° 14′ 30,01″ E
- Port d'Anières 46° 16′ 42,06″ N, 6° 13′ 15,26″ E
- Corsier - Port 46° 15′ 58,77″ N, 6° 12′ 34,42″ E
- Port de Collonge-Bellerive 46° 15′ 10,33″ N, 6° 11′ 32,9″ E
- Port de la Belotte - Cologny 46° 14′ 11,97″ N, 6° 11′ 29,53″ E
- Port de la Tour-Carrée - Cologny 46° 13′ 27,2″ N, 6° 10′ 54,49″ E
- Port de la Nautique ou Port-Noir - Cologny 46° 12′ 47,26″ N, 6° 10′ 10,23″ E
- Port des Eaux-Vives - Genève 46° 12′ 30,54″ N, 6° 09′ 27,38″ E
- Port des Pâquis - Genève 46° 12′ 40,78″ N, 6° 09′ 17,08″ E
- La Perle du lac - Genève 46° 13′ 08,87″ N, 6° 09′ 11,18″ E
- Port Barton - Genève 46° 13′ 21,34″ N, 6° 09′ 09,99″ E
- Port Nautica - Genève 46° 13′ 31,13″ N, 6° 09′ 01,83″ E
- Le Reposoir - Pregny-Chambésy 46° 13′ 50,7″ N, 6° 09′ 02,83″ E
- Port Gitana - Bellevue 46° 15′ 10,13″ N, 6° 09′ 15,69″ E
- Port Saladin- Bellevue 46° 15′ 17,38″ N, 6° 09′ 25,25″ E
- Port du Creux-de-Genthod - Genthod 46° 15′ 47,16″ N, 6° 09′ 51,1″ E
- Port de Versoix-Bourg 46° 16′ 33,29″ N, 6° 10′ 17,93″ E
- Port-Choiseul - Versoix 46° 17′ 15,06″ N, 6° 10′ 22,39″ E

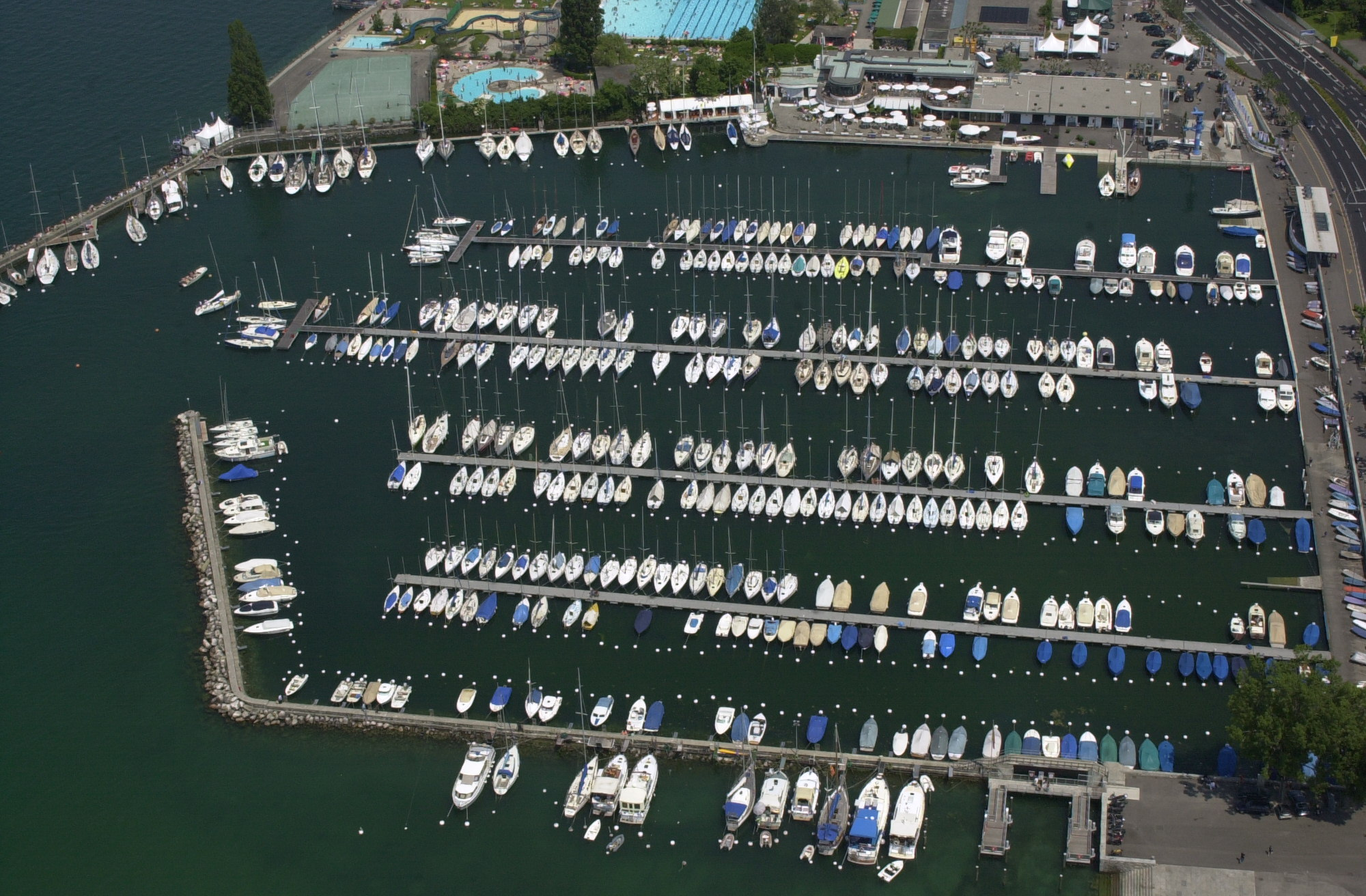
Port-Noir, ou, La Nautique - Genève

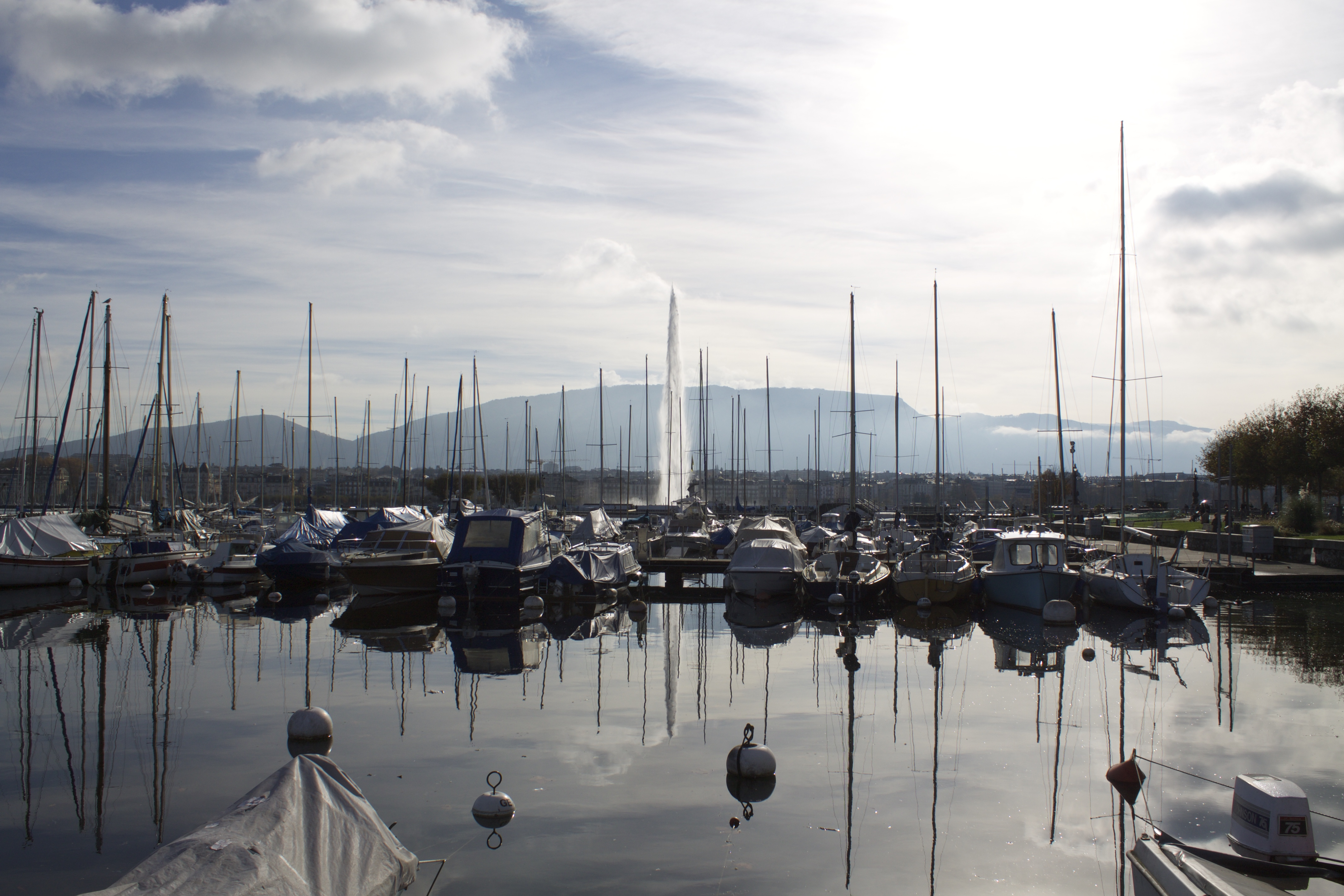
Port des Pâquis - Genève

- Céligny Port 46° 20′ 46,03″ N, 6° 12′ 35,02″ E

## Vaud
- Port de Tannay 46° 18′ 16,59″ N, 6° 10′ 56,92″ E
- Port de Coppet 46° 18′ 49,43″ N, 6° 11′ 31,14″ E
- Port de Founex 46° 19′ 54,82″ N, 6° 12′ 16,96″ E
- Port Vidoli - Crans-près-Céligny 46° 21′ 25,5″ N, 6° 13′ 00,45″ E
- Port de Crans - Crans-près-Céligny 46° 21′ 27,77″ N, 6° 13′ 04,44″ E
- Port de Nyon 46° 22′ 37,88″ N, 6° 14′ 22,06″ E
- Port de Prangins 46° 23′ 22,83″ N, 6° 15′ 29,02″ E
- Port de Rolle 46° 27′ 02,23″ N, 6° 20′ 11,88″ E
- Port des Vernes - Rolle 46° 27′ 38,55″ N, 6° 20′ 49,19″ E
- Port de Perroy 46° 27′ 43,11″ N, 6° 21′ 44,3″ E
- Port de l'Aubonne - Allaman 46° 27′ 37,03″ N, 6° 23′ 25,27″ E
- Port de Taillecou - Saint-Prex 46° 28′ 59,74″ N, 6° 27′ 44,45″ E
- Port du Petit Bois - Morges 46° 21′ 27,77″ N, 6° 13′ 04,44″ E
- Port du Château - Morges  46° 30′ 27,38″ N, 6° 29′ 57,98″ E
- La Baie de l'Église - Morges 46° 30′ 41,4″ N, 6° 30′ 05,99″ E
- Port du Bief - Préverenges 46° 30′ 52,34″ N, 6° 30′ 47,7″ E
- Port de la Venoge - Saint-Sulpice 46° 30′ 23,03″ N, 6° 32′ 22,24″ E
- Port des Pierretes - Saint-Sulpice46° 30′ 58,11″ N, 6° 34′ 44,46″ E
- Port de Vidy - Lausanne 46° 30′ 39,69″ N, 6° 36′ 33,93″ E
- Port d'Ouchy - Lausanne 46° 30′ 16,6″ N, 6° 37′ 28,12″ E
- Vieux Port d'Ouchy - Lausanne 46° 30′ 21,46″ N, 6° 37′ 45,35″ E
- Port de Pully 46° 30′ 14,55″ N, 6° 39′ 50,16″ E
- Port du Vieux Stand - Lutry 46° 30′ 05,5″ N, 6° 40′ 48,81″ E
- Port de Lutry 46° 30′ 01,79″ N, 6° 41′ 08,8″ E
- Port de Moratel - Cully 46° 29′ 18,49″ N, 6° 44′ 14,41″ E
- Port de Saint-Saphorin 46° 28′ 18,88″ N, 6° 47′ 52,32″ E
- Port de la Pichette-Ouest - Chardonne 46° 28′ 11,95″ N, 6° 48′ 24,74″ E
- Port de La Pichette-Est - Chardonne 46° 28′ 08,7″ N, 6° 48′ 55,07″ E
- Port de Vevey 46° 27′ 22,67″ N, 6° 51′ 03,66″ E
- Port de la Tour-de-Peilz 46° 27′ 01,91″ N, 6° 51′ 18,55″ E
- Port du Basset - Montreux 46° 26′ 27,89″ N, 6° 52′ 52,74″ E
- Port de Territet - Montreux 46° 25′ 29,93″ N, 6° 55′ 19,6″ E
- Port de Veytaux - Montreux 46° 25′ 05,17″ N, 6° 55′ 35,59″ E
- Port de Chillon - Montreux 46° 24′ 47,09″ N, 6° 55′ 40,92″ E
- Port de l'Ouchettaz - Villeneuve 46° 23′ 51,66″ N, 6° 55′ 12,67″ E
- Port du Vieux Rhône - Noville 46° 23′ 47,17″ N, 6° 52′ 25,25″ E

## Valais
- Port du Bouveret 46° 23′ 16,63″ N, 6° 51′ 23,52″ E
- Port de Saint-Gingolph 46° 23′ 34,51″ N, 6° 48′ 24,85″ E

## Haute-Savoie
- Port de Meillerie 46° 24′ 29,43″ N, 6° 43′ 40,34″ E
- Port de Lugrin 46° 24′ 20,18″ N, 6° 39′ 34,62″ E
- Port des Mes Mouettes - Évian-les-Bains 46° 24′ 13,85″ N, 6° 36′ 21,42″ E
- Port Commercial - Évian-les-Bains 46° 23′ 50,57″ N, 6° 32′ 19,41″ E
- Port de Publier (Amphion-les-Bains) 46° 23′ 34,51″ N, 6° 48′ 24,85″ E
- Port Ripaille - Thonon-les-Bains 46° 20′ 29,45″ N, 6° 23′ 09,69″ E
- Port des Rives -Thonon-les-Bains 46° 23′ 34,51″ N, 6° 48′ 24,85″ E
- Port de Sciez 46° 22′ 18,55″ N, 6° 19′ 22,08″ E
- Port du Château de Coudrée 46° 22′ 03,69″ N, 6° 18′ 00,46″ E
- Port d'Yvoire 46° 21′ 03,87″ N, 6° 16′ 36,27″ E
- Port de Nernier 46° 24′ 13,85″ N, 6° 30′ 17,48″ E
- Port de Messery 46° 22′ 48,05″ N, 6° 28′ 45,9″ E